# NGC 6764
NGC 6764 é uma galáxia espiral barrada (SBbc) localizada na direcção da constelação de Cygnus. Possui uma declinação de +50° 55' 59" e uma ascensão recta de 19 horas, 08 minutos e 16,6 segundos.
A galáxia NGC 6764 foi descoberta em 4 de Julho de 1885 por Lewis A. Swift.